# Hjerkinn Station
Hjerkinn Station (Hjerkinn stasjon) er en jernbanestation på Dovrebanen, der ligger ved byområdet Hjerkinn i Dovre kommune i Norge. Stationen består af nogle få spor, en perron og en stationsbygning. Der er korrespondance med Østerdal billags buslinie til Tynset ved sydgående tog. Stationen ligger centralt i forhold til Dovrefjell-Sunndalsfjella nationalpark.
Stationsbygningen er opført i sortmalet træ efter tegninger af Erik Glosimodt. Bygningen er rigt dekoreret på facaden og ved vinduer og døre. Glosimodt har også stået for pakhuset, der også er i sortmalet træ. Den tosporede remise på den anden side af sporene er til gengæld opført i skifer efter tegninger af Bjarne Friis Baastad ved NSB Arkitektkontor. Alle tre bygninger samt drejeskiven blev fredet i 1999.
Stationen åbnede 20. september 1921, da banen mellem Dombås og Trondheim stod færdig. Stationen blev fjernstyret 11. december 1968 og er ikke længere bemandet. Sidesporet til den i 1993 nedlagte Folldal Gruver er delvist fjernet.
Stationen ligger 1.017 meter over havets overflade. Banens højeste punkt i 1.024,4 meters højde ligger en kilometer nord for stationen.